# 墨西哥往事
《墨西哥往事》（英語：Once Upon a Time in Mexico）2003年在美国上映的动作片，由罗伯特·罗德里格兹担任导演、配乐师、剪辑师、摄影师，安东尼奥·班德拉斯、莎玛·希恩、強尼·戴普、米基·洛克、伊娃·门德斯、丹尼·特乔等担任主演。

## 剧情
流浪樂手是一个吉他手，同时也是一个神枪手，他在墨西哥沙漠上与毒枭、黑社会、帮派组织为敌，经常破坏他们的“好事”，正是因为他喜好“惹是生非”，导致自己家庭破碎，妻子被谋杀，失去家庭和爱情的流浪樂手从此浪迹天涯、神龙见首不见尾。
大毒枭巴罗瑞在墨西哥声名日响，他的帮派四处攻打其他弱小组织，确立了他在墨西哥毒品市场的王者地位，巴罗瑞并不满足，他决心踏足政界，成为政治明星，于是就策划谋杀墨西哥总统，推翻现政府，建立自己的新政府。美国中央情报局（CIA）探员桑德斯一直监视巴罗瑞的一举一动，桑德斯得知这个惊天信息之后，打算摧毁其阴谋，桑德斯便开始寻找流浪樂手，并且说服流浪樂手重出江湖，主持正义。

## 主演
| 演员                | 角色          | 备注           |
| 安东尼奥·班德拉斯   | 流浪樂手      |                |
| 莎玛·希恩           | 卡罗莱娜      |                |
| 強尼·戴普           | 谢尔登·桑德斯 |                |
| 威廉·达佛           | 阿曼德        |                |
| 伊娃·门德斯         | 巴瑞欧        |                |
| 丹尼·特乔           | 科里          |                |
| 米基·洛克           | 比利·钱伯斯   |                |
| 卢宾·布雷兹         | 乔治·拉米雷兹 | 退休联邦密探。 |
| 恩里克·伊格莱西亚斯 | 洛伦佐        |                |
| 马可·莱昂纳迪       | 菲迪欧        |                |
| 切奇·马林           | 贝利米        |                |
| 朱丽欧·奥斯卡·米高  | 尼古拉斯      |                |

## 曲目
| 評論得分 | 評論得分 |
| 來源     | 評分     |
| -------- | -------- |
| Allmusic | link     |

1. "Malagueña" (Brian Setzer) – 4:22
2. "Traeme Paz" (Patricia Vonne) – 2:56
3. "Eye Patch" (Alex Ruiz) – 1:51
4. "Yo Te Quiero" (Marcos Loya) – 3:48
5. "Guitar Town" (Robert Rodriguez) – 2:04
6. "Church Shootout" (Robert Rodriguez) – 1:38
7. "Pistolero" (Juno Reactor) – 3:38
8. "Me Gustas Tú" (Manu Chao) – 3:49
9. "Sands (Theme)" (Tonto's Giant Nuts) – 3:24
10. "Dias de Los Angeles" (Rick Del Castillo) – 5:08
11. "The Man With No Eyes" (Robert Rodriguez) – 2:09
12. "Mariachi vs. Marquez" (Robert Rodriguez) – 1:33
13. "Flor del Mal" (Tito Larriva & Steven Hufsteter) – 3:13
14. "Chicle Boy" (Robert Rodriguez) – 1:30
15. "Coup de Etat" (Robert Rodriguez) – 3:02
16. "El Mariachi" (Robert Rodriguez) – 1:22
17. "Siente Mi Amor" (Salma Hayek) – 4:24
18. "Cuka Rocka" (Chingon) – 1:44

## 制作
该片是罗伯特·罗德里格兹“埃尔·马拉奇三部曲”的收官之作。

## 票房
2003年9月12日，《墨西哥往事》上映，在3282家影院的首映周末票房是2340万美元。在北美洲的票房是5640万美元，在其他地方的票房是9820万美元，远远高于2900万美元的预算。